# Fort bij de Liebrug

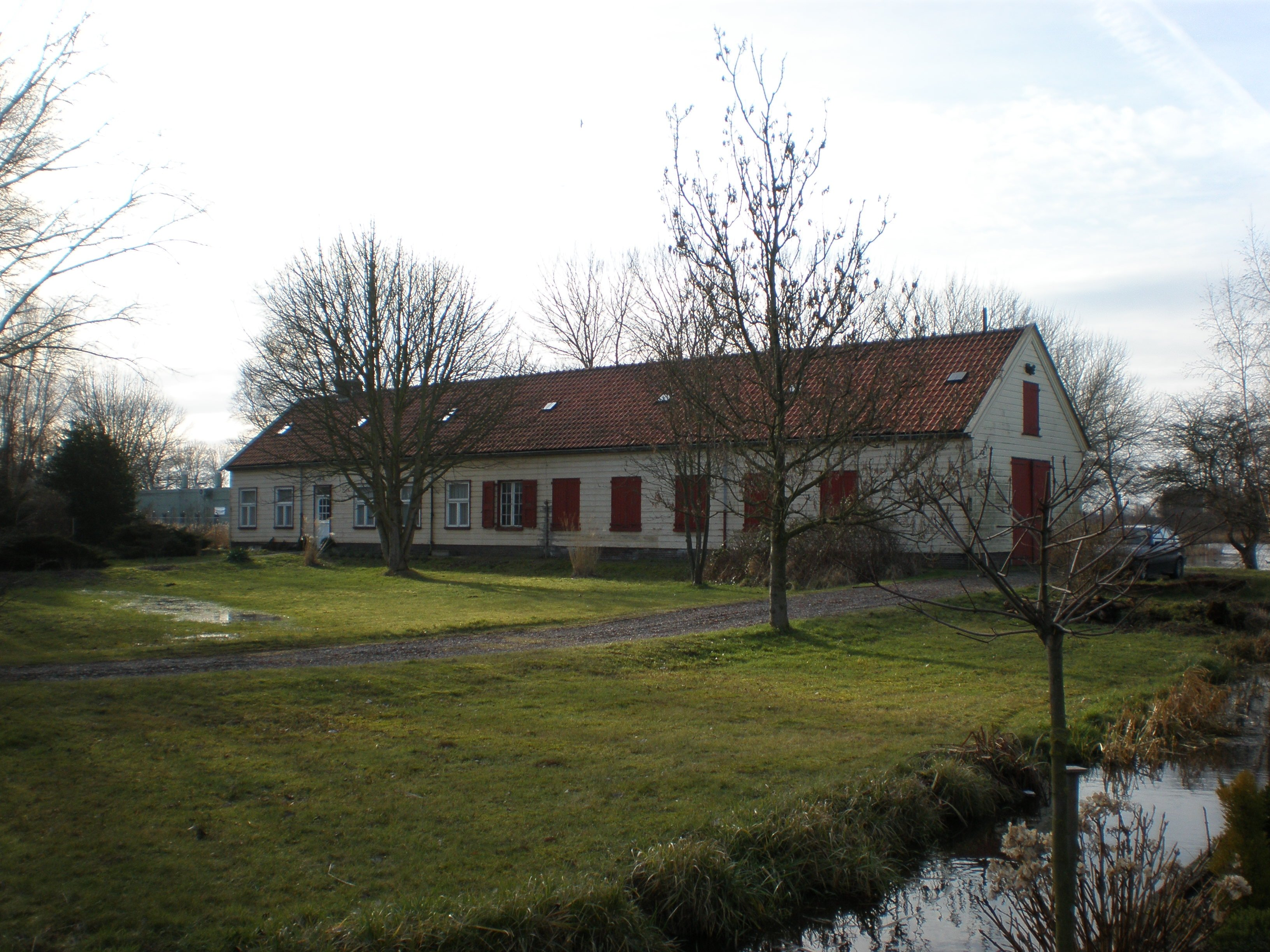
Genieloods bij het fort

Het Fort bij de Liebrug ligt aan de Binnen-Liede bij Haarlemmerliede, direct ten noorden van de spoorlijn Amsterdam – Haarlem. Het fort maakt onderdeel uit van de Stelling van Amsterdam.

## Bijzonderheden
Het is een model A fort. De genieloods is nog aanwezig maar de fortwachterswoning is gesloopt. Fort bij de Liebrug was ter verdediging van het acces gevormd door de spoorweg, de trekvaart en de straatweg tussen Amsterdam en Haarlem. Aangezien de belangrijkste verdedigingstaken werden uitgevoerd door het Fort bij Penningsveer en Fort aan de Liede, werd hier een kleiner verdedigingswerk gebouwd. Het telde een bezetting van zo'n 175 man, terwijl voor de andere en dus grotere forten 300 man normaal was.
Tussen dit fort en het iets zuidelijker gelegen Fort aan de Liede ligt een restant van een liniewal met nevenbatterij en andere gebouwen. Het grillige verloop van het riviertje, de beperkte inundatiemogelijkheden rondom Haarlem en het aantal accessen maakte het noodzakelijk om de forten dicht bij elkaar te plaatsen.

## Fort Knox
Sinds de jaren zeventig werd het fort gebruikt door waardetransportbedrijf Brink’s. De oude ophaalbrug werd vervangen door een toegangsdam zodat het fort bereikbaar werd voor de zware transportwagens. Het interieur van het fort werd ook aangepast, zodat het geld er veilig geteld en opgeslagen kon worden. Met de komst van Brinks kreeg het fort de bijnaam "Fort Knox", naar een legerpost in de Verenigde Staten waar veel goud ligt opgeslagen. In 2003 verhuisde Brinks naar een andere locatie.